# Karolina Puss
Karolina Puss (ur. 13 października 1994 w Lubinie) – polska koszykarka występująca na pozycjach rzucającej lub niskiej skrzydłowej.
23 maja 2018 podpisała kolejną umowę z CCC Polkowice. 30 kwietnia 2019 dołączyła do Pszczółki Polski-Cukier AZS-UMCS Lublin.

## Osiągnięcia
Stan na 7 lipca 2020, na podstawie, o ile nie zaznaczono inaczej.
Drużynowe
- Mistrzyni Polski (2013, 2018[5], 2019[6])
- Wicemistrzyni Polski (2012, 2016)
- Brązowa medalistka mistrzostw Polski (2015)
- Zdobywczyni pucharu Polski (2013, 2019)[7]
- Uczestniczka rozgrywek:
  - Euroligi (2012/13)
  - Eurocup (2009/10, 2016/17)

Reprezentacja
- Uczestniczka mistrzostw Europy:
  - U–20 (2013 – 12. miejsce, 2014 – 6. miejsce)
  - U–18 (2012 – 14. miejsce)
  - U–16 (2009 – 10. miejsce)